# Неосоул
Неосоул — музичний жанр, що поєднує класичний соул з сучасним R&B та елементами гіп-гопу.
Він відрізняється сучасним звучанням з елементами фанку, джаз-фьюжну, африканської музики, попмузики, року та електронної музики.
Вважається, що сам термін «неосоул» придумав Кедар Массенбург з Motown Records наприкінці 1990-х.
Неосоул розвинувся протягом 1980-х — початку 1990-х років у Сполучених Штатах та Великій Британії. Він став популярним завдяки комерційним проривам таких музикантів як Еріка Баду та Лорін Гілл.